# Canton de Myebon
Le canton de Myebon (birman : မြေပုံမြို့နယ်) est un canton du district de Mrauk-U, dans l'État de Rakhine, en Birmanie. La ville principale est Myebon.

## Histoire
En octobre 2010, une grande partie du canton est dévastée par le cyclone Giri (en). Certains villages sont détruits par la tempête et des milliers de personnes se retrouvent sans abri.